# 22534 Lieblich
22534 Lieblich este un asteroid din centura principală de asteroizi.

## Descriere
22534 Lieblich este un asteroid din centura principală de asteroizi. A fost descoperit pe 20 martie 1998 la Socorro, New Mexico, în cadrul proiectului LINEAR. Asteroidul prezintă o orbită caracterizată de o semiaxă mare de 2,25 ua, o excentricitate de 0,16 și o înclinație de 1,9° în raport cu ecliptica.